# Shillelagh (Waffe)
Ein Shillelagh (gesprochen „schi-ley-li“, irisch sail éille) ist ein hölzerner Stock bzw. Knüppel, normalerweise aus einem knotigen Stück Schwarzdorn gefertigt, mit einem Wurzelknoten als Knauf.

## Herstellung
Das Holz wurde ursprünglich mit Whiskey-Butter eingeschmiert und dann geräuchert. So erhielt es seine dunkle, schimmernde Oberfläche. Dieses Verfahren trug ihm den Namen whiskey-stick (irisch bata uisce beatha) ein.
Heute werden die Stöcke nach der (bis zu 3 Jahre dauernden) Trocknung meist mit Lack (bevorzugt Bootslack) angestrichen; das Holz kann aber auch mit Öl oder Wachs behandelt werden.

## Verwendung
Ursprünglich war der Shillelagh wohl ein Werkzeug irischer Fischer, die damit Fische erschlugen.
Shillelaghs haben die Länge eines normalen Spazierstocks. Es gab auch kürzere Shillelaghs, die reine Knüppel waren, ähnlich dem irokesischen Skullcracker. Solche Waffen wurden auch cudgel (englisch „Knüppel“) oder bata (irisch „Schläger, Stock“) genannt. Im Unterschied zu den Knotenstöcken sind die Shillelaghs als Waffe gedacht und auch so konstruiert. Dies zeigt sich an der Ausstattung und an der Form einiger Shillelagh, die als Gehhilfe zu kurz sind. Manch haben metallenen Spitzen oder wurden in Verbindung mit anderen Schlagwaffen konstruiert (siehe Foto Infobox).  Der Wurzelknauf der 'weighted sticks' wurde ausgehöhlt und mit flüssigem Blei gefüllt. Dies machte sie noch gefährlicher.
Im New York des 19. Jahrhunderts benutzten besonders Gangs irischer Einwanderer solche tödlichen Waffen. Mit dem Wurzelknoten wurde im Kampf geblockt und geschlagen, aber auch Hebel angesetzt, mit dem Stockkörper wird gewürgt.
Die Methoden des irischen Stockkampfes stehen in Verbindung mit den alten irischen Kriegskünsten, die Speer, Stab, Beil und Schwert benutzten. Es wird vermutet, dass der Stockkampf aus einer Mischung von Speer-, Stab- und Schwerttechniken entstand. Im 19. Jahrhundert war der irische Stockkampf sehr populär und bestand aus drei Disziplinen, dem Kampf mit dem langen, dem mittleren und dem kurzen Shillelagh. Zu dieser Zeit trugen irische Gentlemen den Shillelagh selbstverständlich bei sich, und der Umstand, dass Streitigkeiten bis in moderne Zeiten oft mit diesem Kampfstock ausgetragen wurden, beschwor das stereotype Bild des gewalttätigen Iren.
Heute werden Shillelaghs als Spazierstock und Souvenir verkauft; die Kampfkunst Bataireacht erfährt in Kanada, Deutschland, Griechenland, Irland und den Vereinigten Staaten erst langsam eine Renaissance.